# Dorian Boulvin
Dorian Boulvin (5 de junio de 1997) es un deportista belga que compite en atletismo. Ganó una medalla de plata en el Campeonato Europeo de Atletismo en Ruta de 2025, en la prueba de maratón por equipo.

## Palmarés internacional
| Campeonato Europeo en Ruta | Campeonato Europeo en Ruta | Campeonato Europeo en Ruta | Campeonato Europeo en Ruta |
| Año                        | Lugar                      | Medalla                    | Prueba                     |
| -------------------------- | -------------------------- | -------------------------- | -------------------------- |
| 2025                       | Bruselas/Lovaina (Bélgica) | Medalla de plata           | Maratón por equipo         |